# هانا ووترمان
هانا ووترمان (بالإنجليزية: Hannah Waterman)‏ هي ممثلة بريطانية، ولدت في 22 يوليو 1975 في لندن في المملكة المتحدة.

## وصلات خارجية
- هانا ووترمان على موقع IMDb (الإنجليزية)
- هانا ووترمان على موقع قاعدة بيانات الأفلام السويدية (السويدية)
- هانا ووترمان على موقع قاعدة بيانات الفيلم (الإنجليزية)